# Großsteingrab Brogård
Das Großsteingrab Brogård war eine megalithische Grabanlage der jungsteinzeitlichen Nordgruppe der Trichterbecherkultur im Kirchspiel Jørlunde in der dänischen Kommune Egedal. Es wurde im 19. Jahrhundert zerstört.

## Lage
Das Grab lag südlich von Slangerup und nördlich des Hofs Dildal auf einem Feld. In der näheren Umgebung gibt bzw. gab es zahlreiche weitere megalithische Grabanlagen.

## Forschungsgeschichte
Im Jahr 1890 führten Mitarbeiter des Dänischen Nationalmuseums eine Dokumentation der Fundstelle durch. Zu dieser Zeit waren keine baulichen Überreste mehr auszumachen.

## Beschreibung
Über Form, Maße und Orientierung der Anlage liegen keine Informationen vor.